# Городское поселение Дмитров
Городское поселение Дми́тров — упразднённое муниципальное образование со статусом городского поселения в Дмитровском районе Московской области Российской Федерации.

## Общие сведения
Образовано согласно Закону Московской области от 28 февраля 2005 года № 74/2005-ОЗ, включило город Дмитров и населённые пункты позже упразднённых сельских округов. 19 мая 2018 года упразднено с включением в состав новообразованного Дмитровского городского округа.
Площадь городского поселения составляла 44 339 га (443,39 км²).

## Состав поселения
Городское поселение Дмитров в существующих границах было создано на основании закона Московской области «О статусе и границах Дмитровское муниципального района и вновь образованных в его составе муниципальных образований». В его состав вошли 84 населённых пункта. В 2012 году деревни Животино, Круглино и Степаново были переданы в состав городского поселения Яхрома.
В состав городского поселения входит 81 населённый пункт (1 город, 8 сёл, 8 посёлков и 64 деревни):
| Вид     | Наименование                                                  | Население, чел. (2010) | Бывшая административная единица |
| ------- | ------------------------------------------------------------- | ---------------------- | ------------------------------- |
| деревня | Афанасово                                                     | 12                     | Ильинский сельский округ        |
| село    | Батюшково                                                     | 14                     | Кузяевский сельский округ       |
| деревня | Бирлово                                                       | 114                    | Внуковский сельский округ       |
| деревня | Благовещенское                                                | 5                      | Кузяевский сельский округ       |
| деревня | Ближнево                                                      | 48                     | Внуковский сельский округ       |
| село    | Борисово                                                      | 267                    | Внуковский сельский округ       |
| деревня | Бородино                                                      | 40                     | Внуковский сельский округ       |
| деревня | Быково                                                        | 9                      | Дядьковский сельский округ      |
| село    | Внуково                                                       | 241                    | Внуковский сельский округ       |
| деревня | Волдынское                                                    | 84                     | Настасьинский сельский округ    |
| деревня | Высоково                                                      | 26                     | Настасьинский сельский округ    |
| деревня | Голиково                                                      | 3                      | Кузяевский сельский округ       |
| деревня | Голявино                                                      | 4                      | Кузяевский сельский округ       |
| деревня | Горки                                                         | 0                      | Кузяевский сельский округ       |
| посёлок | Горшково                                                      | 2386                   | Настасьинский сельский округ    |
| город   | Дмитров                                                       | 63 044                 |                                 |
| деревня | Драчёво                                                       | 41                     | Ильинский сельский округ        |
| деревня | Дубровки                                                      | 1119                   | Кузяевский сельский округ       |
| деревня | Дядьково                                                      | 33                     | Дядьковский сельский округ      |
| деревня | Жуковка                                                       | 340                    | Орудьевский сельский округ      |
| деревня | Зверково                                                      | 262                    | Настасьинский сельский округ    |
| деревня | Иванцево                                                      | 5                      | Ильинский сельский округ        |
| деревня | Ивашево                                                       | 36                     | Орудьевский сельский округ      |
| деревня | Игнатовка                                                     | 32                     | Внуковский сельский округ       |
| село    | Игнатово                                                      | 119                    | Кузяевский сельский округ       |
| село    | Ильинское                                                     | 59                     | Ильинский сельский округ        |
| деревня | Капорки                                                       | 14                     | Ильинский сельский округ        |
| деревня | Княжево                                                       | 1436                   | Орудьевский сельский округ      |
| деревня | Кончинино                                                     | 72                     | Настасьинский сельский округ    |
| деревня | Кромино                                                       | 40                     | Ильинский сельский округ        |
| деревня | Кузнецово                                                     | 48                     | Внуковский сельский округ       |
| деревня | Кузяево                                                       | 45                     | Кузяевский сельский округ       |
| деревня | Кунисниково                                                   | 40                     | Внуковский сельский округ       |
| деревня | Курово                                                        | 173                    | Ильинский сельский округ        |
| деревня | Малые Дубровки                                                | 12                     | Настасьинский сельский округ    |
| деревня | Маринино                                                      | 31                     | Настасьинский сельский округ    |
| деревня | Матвеево                                                      | 17                     | Настасьинский сельский округ    |
| деревня | Микишкино                                                     | 22                     | Настасьинский сельский округ    |
| деревня | Минеево                                                       | 24                     | Кузяевский сельский округ       |
| деревня | Митькино                                                      | 516                    | Внуковский сельский округ       |
| деревня | Муравьево                                                     | 69                     | Настасьинский сельский округ    |
| деревня | Муханки                                                       | 9                      | Целеевский сельский округ       |
| деревня | Надеждино                                                     | 14                     | Дядьковский сельский округ      |
| деревня | Настасьино                                                    | 110                    | Настасьинский сельский округ    |
| деревня | Непейно                                                       | 86                     | Орудьевский сельский округ      |
| деревня | Никольское                                                    | 15                     | Дядьковский сельский округ      |
| деревня | Никульское                                                    | 4                      | Кузяевский сельский округ       |
| деревня | Новлянки                                                      | 16                     | Целеевский сельский округ       |
| посёлок | опытного хозяйства центральной торфо-болотной опытной станции | 46                     | Настасьинский сельский округ    |
| посёлок | Орево                                                         | 962                    | Дядьковский сельский округ      |
| село    | Орудьево                                                      | 1402                   | Орудьевский сельский округ      |
| посёлок | Орудьевского т/б предприятия                                  | 326                    | Орудьевский сельский округ      |
| деревня | Очево                                                         | 18                     | Орудьевский сельский округ      |
| деревня | Парамоново                                                    | 116                    | Целеевский сельский округ       |
| село    | Пересветово                                                   | 91                     | Внуковский сельский округ       |
| деревня | Поддубки                                                      | 93                     | Внуковский сельский округ       |
| деревня | Подмошье                                                      | 194                    | Настасьинский сельский округ    |
| деревня | Подосинки                                                     | 393                    | Кузяевский сельский округ       |
| посёлок | Подосинки                                                     | 1564                   | Кузяевский сельский округ       |
| село    | Подчерково                                                    | 173                    | Внуковский сельский округ       |
| деревня | Прудцы                                                        | 45                     | Внуковский сельский округ       |
| деревня | Пуриха                                                        | 4                      | Ильинский сельский округ        |
| деревня | Ревякино                                                      | 20                     | Настасьинский сельский округ    |
| деревня | Редькино                                                      | 0                      | Ильинский сельский округ        |
| деревня | Савелово                                                      | 75                     | Настасьинский сельский округ    |
| деревня | Свистуха                                                      | 18                     | Кузяевский сельский округ       |
| деревня | Спиридово                                                     | 16                     | Настасьинский сельский округ    |
| деревня | Стреково                                                      | 4                      | Целеевский сельский округ       |
| деревня | Сысоево                                                       | 53                     | Настасьинский сельский округ    |
| деревня | Татищево                                                      | 410                    | Орудьевский сельский округ      |
| деревня | Тендиково                                                     | 92                     | Внуковский сельский округ       |
| деревня | Теряево                                                       | 10                     | Внуковский сельский округ       |
| деревня | Ульянки                                                       | 9                      | Кузяевский сельский округ       |
| посёлок | Участок № 7                                                   | 13                     | Дядьковский сельский округ      |
| посёлок | фабрики Первое Мая                                            | 23                     | Настасьинский сельский округ    |
| деревня | Целеево                                                       | 439                    | Целеевский сельский округ       |
| деревня | Шелепино                                                      | 30                     | Орудьевский сельский округ      |
| деревня | Шустино                                                       | 10                     | Кузяевский сельский округ       |
| деревня | Ярово                                                         | 27                     | Внуковский сельский округ       |
| посёлок | 3-й Участок                                                   | 0                      | Кузяевский сельский округ       |
| посёлок | 4-й Участок                                                   | 0                      | Кузяевский сельский округ       |

## Население
| 2006    | 2007    | 2008    | 2009    | 2010    | 2011    | 2012    |
| ------- | ------- | ------- | ------- | ------- | ------- | ------- |
| 74 499  | ↗75 770 | ↘62 869 | ↗77 153 | ↘76 224 | ↗78 312 | →78 312 |
| 2013    | 2014    | 2015    | 2016    | 2017    | 2018    |         |
| ↗79 565 | ↗80 608 | ↗81 682 | ↗82 787 | ↗83 679 | ↗84 408 |         |

### Карты
- Городское поселение Дмитров на Wikimapia
- Лист карты O-37-124 Дмитров. Масштаб: 1 : 100 000. Состояние местности на 1981 год. Издание 1986 г.
- Лист карты O-37-136 Пушкино. Масштаб: 1 : 100 000. Состояние местности на 1982 год. Издание 1984 г.